# Brazoria arenaria
Brazoria arenaria är en kransblommig växtart som beskrevs av Cyrus Longworth Lundell. Brazoria arenaria ingår i släktet Brazoria och familjen kransblommiga växter. Inga underarter finns listade i Catalogue of Life.